# Kazuhito Iwaike

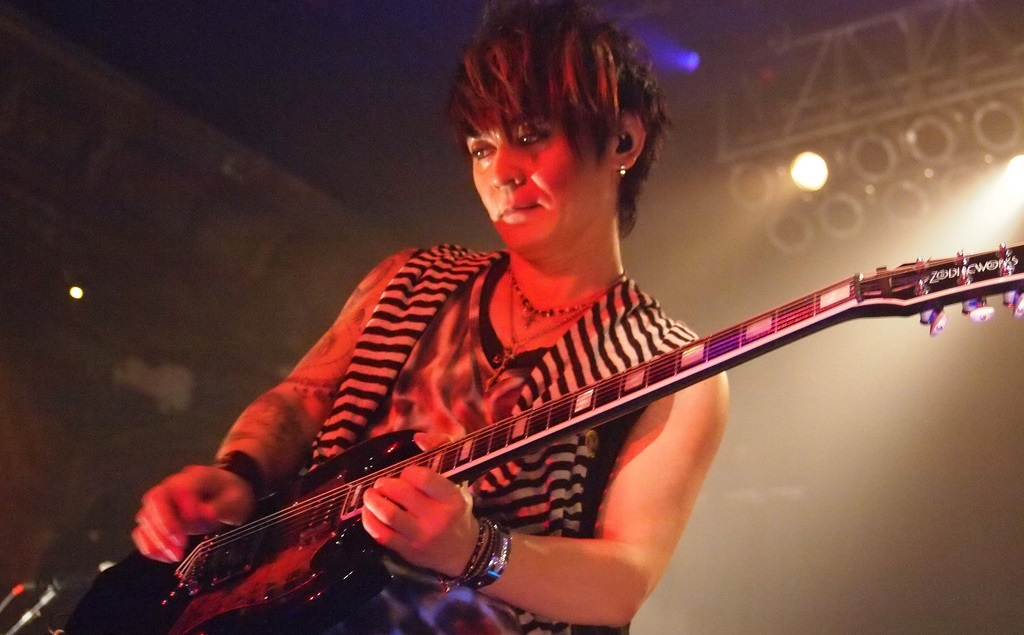
Kazuhito Iwaike med VAMPS.

Kazuhito Iwaike (岩池一仁 Iwaike Kazuhito), även känd som K.A.Z. eller Kaz, född 11 oktober 1968, är en japansk musiker som huvudsakligen inriktar sig på gitarr.
Under 90-talet var han med i Hide with Spread Beaver, men arbetar numera med HYDE (som han grundade VAMPS tillsammans med) och är även med i rockbandet Oblivion Dust (tillsammans med halv-brittiska sångaren Ken Lloyd). Han har bland annat skrivit musiken till Hydes Season's Call, Faith och Dolly.